# Olli Jalonen
Olli Jouko Johan Jalonen, född 21 februari 1954 i Helsingfors, är en finländsk författare. 
Jalonen utförde forskningsarbete i Dublin 1979–1980 och blev  licentiat i samhällsvetenskaper 1985. Han debuterade 1978, i samband med förlaget Otavas novelltävling, med novellsamlingen Unien tausta. Året därpå utgavs hans första roman, Sulkaturkki, en beskrivning av studievärlden. Bland övrig produktion kan nämnas Hotelli eläville (1983, svensk översättning Hotell för levande, 1985), vilken belönades med Kalevi Jäntti-priset 1984 och utifrån vilken tv-filmen Punainen huone gjordes (regissör Vesa Kantola, 1991), Johan ja Johan (1989, svensk översättning Johan och Johan, 1991) och Isäksi ja tyttäreksi (1990, svensk översättning Far och dotter, 1992), som gav honom Finlandiapriset. De två sistnämnda romanerna bildar tillsammans med Elämä, ja elämä (1992) en trilogi som skildrar livets olika faser. Han har även skrivit för barn, sagoromanen Tuhkasaari (1987) handlar om tre barns äventyrliga färd till helt nya världar, och författat pjäser, såsom Ihmisen huone (1985). Han har även tilldelats Eino Leino-priset (1990) och Pro Finlandia-medaljen (1997).